# Nigéria hadereje
Nigéria hadereje a szárazföldi erőkből, a légierőből és a haditengerészetből áll. 2024-es adatok szerint a világ országai közül a 39. legerősebb hadsereggel rendelkezik Nigéria. 

## Fegyveres erők létszáma
- Aktív: 78 500 fő

## Szárazföldi haderő
Létszám
62 000 fő
Állomány
- 1 páncélos hadosztály
- 2 gépesített hadosztály
- 1 vegyes állományú hadosztály
- 1 Elnöki Gárda dandár

Felszerelés
- 200 db harckocsi (T–55)
- 100 db közepes harckocsi (Scorpion)
- 300 db felderítő harcjármű
- 350 db páncélozott szállító jármű
- 449 db tüzérségi löveg: 424 db vontatásos, 25 db önjáró

## Légierő
Létszám
9500 fő
Állomány
- 3 vadászrepülő század

Felszerelés
- 90 db harci repülőgép
- 45 db szállító repülőgép
- 10 db harci helikopter

## Haditengerészet
Létszám
7000 fő
Hadihajók
- 9 db járőrhajó
- 2 db aknarakó/szedő hajó
- 7 db vegyes feladatú hajó